# いざなぎ流
いざなぎ流（いざなぎりゅう）は土佐国物部村（現高知県香美市）に伝承された独自の陰陽道・民間信仰。

## 概要
いざなぎ流は、土佐国で独自発展した陰陽道の要素を含む民間信仰である。
伝承によれば、天竺（インド）のいざなぎ大王から伝授された24種の方術に基づくとする。法具は無く、儀式の都度にそれに応じた定式の和紙の切り紙（御幣）を使う。民間信仰ではあるが、祭祀の祝詞・呪文は体系化されて定式的に伝承されている。
祭儀は太夫と呼ばれる神職によって執り行われるが、太夫は家元制度や世襲でもなく、特定の教団組織もなく、男女の性別も問わない。地域の中の適格者と認められた人物が膨大ないざなぎ流の祭文と祭礼の様式を伝承する。
祭儀は、神の由来を語る「祭文」を読み上げ、数珠や筮竹を使う占いによって神の意志を確認するため、通常の屋祈祷で丸1日、本格的な大祭は3日から1週間かけて行われる。太夫は死者をこの世に呼び戻す時、この世に咲く花の美しさを歌い。正月は梅、2月は椿、3月は桜、4月は卯、5月は五穀、6月は百合、7月は蕎麦の7番である。死者の霊は歌詞の花の美しさに誘われ、現世に戻ると考えられていた。
中世の京都で発展した陰陽師の家元である土御門家や賀茂朝臣氏とは歴史的な直接の関連性が確認されない状況が長らく続いたが、近年になって物部村の民家から土御門家による免許状が発見されたことで、江戸時代には土御門家から地方で独自発展した陰陽道の流れを汲む信仰と公認され、太夫も地方の民間陰陽師として認可されていた事が明らかとなった。

## 重要無形民俗文化財
舞神楽は土佐の神楽の内の一つとして、国の重要無形民俗文化財に指定されている。